# Final Fantasy VII: Advent Children
Final Fantasy VII: Advent Children es una película de 2005 que continúa los acontecimientos del juego Final Fantasy VII, lanzado en 1997 por SquareSoft para la consola Playstation de Sony y para PC. Esta película forma parte de una serie de entregas cuyo objetivo es completar y ampliar la historia de Final Fantasy VII, cuyo nombre conjunto es Compilation of Final Fantasy VII.
Final Fantasy VII: Advent Children fue publicado en DVD y UMD en versión original en Japón el 14 de septiembre de 2005 y el 30 de enero de 2007 fue publicada en España por Sony Pictures Home Entertainment.

## Trama de la película

### Historia previa (Final Fantasy VII)
Dos años antes, durante los eventos en Final Fantasy VII...
Sephiroth, el "más grande soldado que jamás haya habido", ha invocado la técnica de máxima destrucción, "Meteorito" para causar un máximo daño al planeta que le permita ubicarse frente a toda esa liberación de energía y convertirse en un dios. El protagonista del juego, Cloud y sus amigos logran detener al villano, mas no a tiempo para evitar que Meteoro alcanzara el planeta.

### Argumento
Aviso:La historia de esta película cumple la función de una continuación de la historia acontecida en el juego Final Fantasy VII, bajo el supuesto que haya finalizado con la derrota de Sephiroth usando a Cloud Strife como personaje principal y habiendo desbloqueado a Vincent y a Yuffie.

#### Los tres atacantes y la búsqueda de "Madre"
Debido a la enorme colisión de energías cuando la Corriente Vital emergió del planeta para detener a Meteorito, las células de JENOVA, la entidad maligna atrapada en el planeta y que había guiado a Sephiroth, se han dispersado por el planeta y han infectado a mucha gente, particularmente a niños. Aquellos que sufren este mal, colectivamente conocido como Geoestigma padecen gran sufrimiento y expansión de las células de JENOVA como un tumor en sus cuerpos.
Dos años después de los sucesos ocurridos en el juego, los personajes se han disgregado para continuar sus vidas. Tifa y Cloud cuidan a Marlene y adoptaron también a Denzel un joven huérfano, estableciéndose cerca de Midgar, pero Cloud está cada vez más distante, tomando un empleo como repartidor para alejarse de la ciudad. Poco tiempo después Denzel cae enfermo por el Geoestigma.
Barret se ha ido en busca de nuevas fuentes de energía que no dependan del Mako (el flujo de vida concentrado). Yuffie ha vuelto a Wutai, su tierra. Cid Highwind ha vuelto a su ciudad a iniciar la construcción de una nueva aeronave. No se ha sabido de Nanaki ("Red XIII") o de Vincent pero se puede apreciar a Red XIII con dos cachorros cerca de Midgar.
Los miembros restantes de Shinra Inc. la compañía poderosa que controlaba la generación de energía basada en Mako (cristalización de la Corriente Vital), son enviados al Cráter del Norte a buscar rastros de JENOVA para llevar a cabo una investigación, pero son atacados por extrañas figuras en el momento que encuentran el contenedor de "JENOVA". Tseng queda herido y Elena llama por él. El vehículo de los Turcos escapa con solo Reno y Rude.
Los supervivientes del desastre se han movido a las afueras de la ciudad creando un megasuburbio llamado Edge. Cloud vive solo, habiéndose aislado de sus compañeros, en particular de Tifa y de Marlene, debido a su depresión por no haber podido salvar ni a Aeris, ni al mundo, "ni a nadie". Mientras sale de la ciudad, es atacado por tres extraños sujetos quienes le recriminan el estar escondiendo a "Madre", pero Cloud no sabe de qué están hablando. Tras sobrevivir al ataque, Cloud recibe una llamada de Tifa, quien le envía un mensaje de los Turcos para reunirse en un hospital del norte para un encargo.
Al llegar Cloud es confrontado por Rufus Shinra, el último presidente de la compañía y quien en el juego tuvo un rol vital en el último ataque contra Sephiroth. Rufus se encuentra postrado en una silla de ruedas debido al ataque de Arma a la ciudad de Midgar, además de estar infectado con Geoestigma. Rufus clama que "alguien" les ha robado "algo" importante relacionado con "alguna" investigación que Shinra lleva a cabo sobre los efectos del Meteoro: JENOVA y el Geoestigma. Es su responsabilidad colaborar con el planeta restituyendo por todo el mal que su compañía causó, y trata de convencer a Cloud de trabajar como guardaespaldas por ser "el último SOLDADO". Cloud no quiere colaborar, ni mucho menos cuando los Turcos le confirman que Shinra intenta levantarse de las cenizas.
Al volver a Midgar, Cloud pasa por el lugar donde está clavada la Buster Sword de Zack que ha dejado para marcar el lugar donde su mejor amigo y mentor, murió tratando de salvarle la vida. Cloud reafirma su intención de vivir por los sueños de Zack, antes de ser debilitado por la infección del Geoestigma.
Tifa se encuentra con Marlene en la iglesia de Midgar donde Aeris tenía un jardín, descubriendo que Cloud vive ahí y que está infectado con Geoestigma. Tifa es confrontada por Loz, uno de los tres atacantes de Cloud, quien pregunta por este. Pese a que Tifa usa sus habilidades de combate y sus Limit Break, Loz se encarga de ella y luego secuestra a Marlene y roba la materia de Cloud tras recibir instrucciones de alguien por teléfono. Mientras eso sucede, Yazoo, el segundo atacante, se lleva de la ciudad a los niños infectados con la promesa de una cura. Kadaj el líder del trí0o, encuentra a Rufus y lo amenaza con torturar a dos de sus asistentes, Elena y Tseng, si no le es entregado "JENOVA".

#### El secuestro de los niños escogidos y la verdad sobre el Geoestigma
Cloud se encuentra con Tifa al regresar a Midgar, pero antes que pueda hacer algo cae por los efectos del Geoestigma. Despierta en su casa junto con Tifa, Reno y Rude, quienes convencen a Cloud de ir a la Ciudad de los Olvidados que es donde Kadaj ha reunido a los niños con el pretexto de repetir la "Reunión", el efecto instintivo de las células de JENOVA de reunificarse, aun cuando están dispersas en varios cuerpos, organizándose así en un ser tremendamente poderoso y destructivo; donde ellos mismos pretenden convertir sus cuerpos en la vasija que dará origen al nacimiento. En el intertanto, Reno y Rude van a buscar información con Rufus.
Cloud llega a la ciudad escondida a confrontar a Kadaj, pero este, potenciado por la materia robada, controla a los niños infectados con su voluntad asociada a JENOVA y los usa como escudo humano. Cloud confronta a Yazoo y Loz, hasta que al tratar de atacar directamente a Kadaj, es repelido y noqueado instantáneamente. Antes que Kadaj dé el golpe final, Vincent aparece y se lleva a Cloud, una vez a salvo le explica a Cloud que ha seguido a los atacantes y que ha rescatado a Elena y Tseng.
A continuación, Vincent revela la dinámica de Geoestigma: las células de JENOVA entran al cuerpo humano y cuando el sistema inmunológico intenta repelerlas causa agotamiento y sufrimiento a los enfermos. Si esas células se unificaran, podrían llegar a recrear lo mismo a JENOVA que a Sephiroth. Marlene aparece habiendo escapado de los raptores y Cloud se la lleva de vuelta a la ciudad con el compromiso de hacer lo posible para resolver la situación.
En Edge los tres atacantes usan a los niños para invocar criaturas para alejar a la población, pero antes que puedan actuar aparecen Reno y Rude para retrasarlos. Kadaj, tras discutir con su nuevo rehén Rufus, invoca al dragón rey, Bahamut SIN a quien ordena destruir un mausoleo en conmemoración de los supervivientes de la Caída del Meteorito dos años antes, sospechando que fue usado para ocultar los restos de JENOVA, pero no hay nada ahí. Tifa aparece para rescatar a Denzel y ambos son atacados por Bahamut, pero reaparecen los viejos compañeros para ayudar: Barret, Yuffie, Red XIII y Cait Sith (Reeve Tuesti controlando a la criatura en forma remota). Vincent y Cloud llegan a la ciudad y todos los personajes se reúnen para combatir a Bahamut acabándolo cuando ayudan a Cloud a golpearlo con la técnica cannonball. 
Kadaj ataca a Rufus cuando este revela que ha fingido estar inválido para mantener escondidos los restos de JENOVA en su silla de ruedas. Tras arrojar los restos desde la cima del edificio Rufus clama que pudo engañar a Kadaj pues este no siente un "deber filial" hacia JENOVA, posteriormente ambos se lanzan al vacío, Kadaj para recuperar el contenedor que ha caído y Rufus para destruirlo a balazos.
Kadaj recupera a JENOVA pese a los esfuerzos de Rufus y el trío huye a Midgar con Cloud persiguiéndolos, mientras el resto se reúne en la nueva aeronave de Cid. Tras una espectacular persecución por las autopistas elevadas Yazoo y Loz son detenidos por una bomba puesta por Reno. Cloud alcanza a Kadaj en la iglesia de Aeris donde se descubre que las flores crecen allí por la presencia de una fuente natural de corriente vital, la cual emerge cuando Cloud es derrotado, en la forma de la técnica 0Great Gospel de Aeris que cura el Geoestigma de Cloud y debilita a Kadaj. El espíritu de Aeris reanima a Cloud para continuar y este finalmente alcanza a Kadaj, quien clama que su "Madre" (JENOVA) no lo ama tanto como a Sephiroth, pero que aun así es su madre y cumplirá sus deseos, sin embargo Kadaj descubre que el contenedor si fue alcanzado por las balas de Rufus y los restos de JENOVA fueron dañados irremediablemente. Cloud lucha contra Kadaj y lo derrota frente a los edificios de Shinra Inc., este sin embargo no se da por vencido y se sacrifica a las células de JENOVA para resucitar a Sephiroth usando su cuerpo.

#### El retorno de Sephiroth y la curación del Geoestigma
Sephiroth revela a Cloud su deseo de usar las almas de los infectados con el Geoestigma para contaminar el Flujo de la Vida, ponerlo bajo control de JENOVA y usar la Tierra como un navío para viajar por el espacio buscando un planeta donde puedan gobernar "Madre" (JENOVA) e "Hijo" (Sephiroth), tras lo cual inicia un colosal combate entre Cloud y Sephiroth. 
La nave de Cid sobrevuela el lugar del combate y Yuffie propone usar materia para fortalecerse y apoyar a Cloud, pero Vincent y Tifa descartan hacerlo; la joven explica que tras la derrota de Sephiroth, Cloud se sintió confundido y sin un futuro ya que había perdido contacto con sus emociones, pero gracias a la batalla contra la pandilla de Kadaj y su actual enfrentamiento contra el ángel monoalado finalmente se había encontrado nuevamente a sí mismo. Tras oír la explicación de Tifa, el resto decide solo observar la batalla.
En el tremendo combate ambos luchadores muestran todas sus habilidades volando de edificio en edificio y cortando todo a su paso con sus espadas; pero con el paso de los minutos Cloud, muy agotado para continuar, es sorprendido por Sephiroth quien logra herirlo, asegurando que le quitará aquello que Cloud pudiera considerar importante. Cloud se reanima por los recuerdos de Tifa y sus demás amigos, levantándose para enfrentar a su oponente una vez más mientras se burla de él por no entender que no existe algo que no sea importante. Cloud y Sephiroth vuelan al cielo donde invoca toda su energía en un ataque final, Omnilátigo Version 5. Con el último golpe se dispersa toda la energía vital acumulada y Sephiroth se esfuma liberando a un mortalmente herido Kadaj en su lugar. 
Una lluvia invocada por el espíritu de Aeris consuela a Kadaj, el joven, al oír la voz de Aeris ofreciéndole paz, decide reconocerla como la madre que siempre anheló y así entrega su espíritu al Flujo de la Vida siendo purificado y absorbido en paz. Entonces aparecen Loz y Yazoo moribundos, quienes disparan a Cloud por la espalda, negándose a rendirse. Cloud contraataca con un último esfuerzo, pero los oponentes producen una explosión al tiempo que se desvanecen por el efecto sanador de la lluvia. Los compañeros de Cloud solo pueden observar desde la distancia la tremenda explosión y desear que esté bien.
Cloud entra en una especie de sueño en que escucha las voces de los difuntos Zack y Aeris, quienes le dicen que no debe morir aún, por lo que este regresa. Cloud despierta en la iglesia de Aeris, sumergido en el lago formado por agua con corriente vital y con niños a su alrededor. Todos los que no hayan estado bajo la "lluvia" podrían venir ahora a este lago y ser curados usando esta agua. Cloud procede a curar a Denzel y todos los presentes celebran el final de la historia. Finalmente, Cloud ve los espíritus de Zack y Aeris en la puerta de la iglesia a la vez que Aeris le pregunta a Cloud si ya está bien, a lo cual este sonriendo indica que sí, ya que finalmente se dio cuenta que no está solo.

## Personajes
Cloud Strife: El héroe de la aventura, joven retraído que hace dos años consiguió junto a sus amigos salvar al mundo y recuperar sus recuerdos perdidos. Aunque no lo desea, una vez más deberá empuñar su espada para vencer sus miedos.
Tifa Lockhart: Tras derrotar a Sephiroth, Tifa reabrió su bar (Séptimo Cielo) en Edge en el que vive con Cloud y dos niños: Denzel y la hija de Barret, Marlene. Junto a Cloud creó un negocio de entrega de paquetes del que viven. Aunque está enamorada de él, nunca se atrevió a decírselo, pese a que son amigos desde pequeños.
Kadaj Gran guerrero quien lidera la banda de Kadaj con formada por dos guerreros más que son sus hermanos, Su deseo es conseguir a su madre y es capaz de llevar a la destrucción al mundo entero solo por encontrarla
Sephiroth: Villano por excelencia de los videojuegos, en el film él es la sombra que hay detrás de todo. Los 3 jóvenes peligrosos no son más que una mera parte de él. Su objetivo: La destrucción del planeta.
Aerith Gainsborough: "La salvadora" se sacrificó hace dos años para salvar al mundo invocando a sagrado. Ahora que el mal ha vuelto ella regresará del paraíso para liberar al mundo del Geostima y a Cloud de su tormento... Al final de la película podemos ver como Aerith reaparece en la iglesia junto a Zack los cuales saludan a Cloud. Aertih lleva de nuevo el lazo que Zack en Crisis Core le había regalado.
Zack Fair:  Exmiembro de SOLDADO y SOLDADO de primera clase que fue mentor de Cloud, su mejor amigo . Se sacrificó por él hace 5 años, luchando él solo contra la totalidad de las fuerzas de SOLDADO al renunciar y tratar de escapar de SOLDADO y la SHINRA Corp., antes de morir le pide a Cloud que viva por los dos y le entrega la Buster Sword (Espada Mortal).
Vincent Valentine: Después de los incidentes ocurridos en FF VII, Vincent se fue de Midgar a la tierra de los ancianos donde aguardó con sus recuerdos del pasado…
Con la llegada de los jóvenes, Vincent recargará su rifle para ser de nuevo un apoyo contra el mal.
El futuro aguarda un destino especial para Vincent tras esta batalla… (Dirge of Cerberus)
Denzel: es un niño huérfano infectado por Geostima que vive con Cloud, Tifa y Marlene. Admira mucho a Cloud y sueña con ser como él en el futuro.
Red XIII: Aunque aparece muy poco, Red XIII es un animal de aspecto felino o lupino con pelaje rojo intenso, muy inteligente y capaz de hablar que ayudó a derrotar a Sephiroth tiempo atrás y que ahora regresa para apoyar al grupo. Durante gran parte de la película, sirve como montura de Cait Sith.
Barret Wallace: es el exlíder de Avalancha está en busca de algún tipo de energía como por ejemplo petróleo. Dejó a su hija Marlene a cargo de Tifa y Cloud, pero cuando se entera de que hay problemas vuelve para apoyar al grupo como el resto.
Yuffie Kisaragi: Formó parte del equipo de Cloud en el pasado. Al igual que los demás, aparece para destruir al mal que ha llegado.
Caith Sith: es un robot manejado por Reeve, un exmiembro de Shinra bastante efectivo en ataque que ayudará al equipo a vencer al mal que se avecina.
Ya les apoyó tiempo atrás con Sephiroth, por lo que tiene cierta experiencia. En el juego montaba en una máquina con forma de Moguri, pero en la película se le ve montado sobre Red XIII.
Cid Highwind: Cid es un piloto experto en combate que formó parte al igual que el resto del grupo que acabó con Sephiroth. Su nave el “Viento Fuerte” se le estropeó así que ahora tiene una nueva con la que vuelve a la carga para apoyar a sus viejos amigos.

## Reparto
Además de la versión original en japonés, una versión doblada al español fue publicada en Europa. Parte del reparto de actores ya había trabajado en el doblaje de Kingdom Hearts II.:
- Takahiro Sakurai/Roger Isasi-Isasmendi como Cloud Strife.
- Ayumi Ito/Anahí de la Fuente como Tifa Lockhart.
- Maaya Sakamoto/Elena Palacios como Aerith Gainsborough.
- Shōgo Suzuki/Oriol Rafel como Vincent Valentine. Nomura quería que Cloud y Vincent tuvieran voces lo suficientemente diferentes ya que los personajes eran bastante similares. Como Vincent era mayor y más maduro que Cloud, su papel fue otorgado a Suzuki, ya que tenía un tono de voz bajo.[3]: 49
- Shotaro Morikubo/Jordi Pons como Kadaj. Morikubo tuvo dificultades para interpretarlo a causa de la personalidad inestable del personaje y necesitó un cierto tiempo en optimizar su rol.[3]: 26–31
- Kenji Nomura/Luis Fernando Ríos como Loz. El equipo le dijo a Nomura que interpretara a Loz como un personaje "idiotizado".[3]: 54–57
- Yūji Kishi/José Javier Serrano como Yazoo.
- Toshiyuki Morikawa/Jaume Villanueva como Sephiroth. A Morikawa se le indicó que pronunciara las frases de Sephiroth de manera que sus palabras transmitieran un sentimiento de superioridad. Paralelamente, el director de voz y Morikawa coincidían en hacer que la voz de Sephiroth tuviera un tono calmado, como si no temiera a la más mínima posibilidad de ser derrotado.[3]: 22
- Yumi Kakazu/Belén Rodríguez como Yuffie Kisaragi.
- Masahiro Kobayashi/Ramón Canals como Barret Wallace.
- Keiji Fujiwara/Víctor Martínez como Reno.
- Taiten Kusunoki/Lorenzo Beteta como Rude.
- Tōru Ōkawa/Cholo Moratalla como Rufus Shinra.
- Kenichi Suzumura/Claudi Domingo como Zack Fair.
- Hideo Ishikawa/Dani Albiac como Cait Sith
- Masachika Ichimura/Joaquín Gómez como Red XIII / Nanaki
- Kazuhiro Yamaji/Juan Amador Pulido como Cid Highwind.

## Ediciones en DVD/Blu-ray
Región 1/3/4: Para toda América y parte de Asia, edición DVD de dos discos, con doblajes solamente en japonés e inglés, así como subtítulos en inglés, español, portugués, y chino. En los menús de la edición especial el nombre de la película se tradujo como "Final Fantasy VII: El Rescate". La versión de Final Fantasy VII: Advent Children Complete en Blu-ray fue publicada el 2 de junio de 2009 en Norteamérica.
Región 2 PAL: Para la mayoría de los países europeos (exceptuando algunos) se publicó con las mismas características pero codificado para el sistema de televisión PAL. Su fecha de lanzamiento en España fue el 30 de enero de 2007 en UMD y para alquiler en DVD. El 20 de febrero de 2007 salió oficialmente la versión en DVD para su venta. La primera versión europea de Final Fantasy VII: Advent Children Complete se publicó el 27 de junio de 2009; sin embargo la versión en español, que compartió edición con la alemana, tuvo que esperar hasta el 14 de diciembre de 2010 para ver la luz.
Región 2 NTSC: Para Japón, sin doblaje o subtítulos en ningún otro idioma, disponible en edición especial de dos discos, y en una edición limitada para coleccionistas con material promocional adicional como figuras de acción de algunos personajes, una camiseta, y una copia del guion. La nueva edición Final Fantasy VII: Advent Children Complete se publicó en Japón el 16 de abril de 2009 que además incluyó la demo de Final Fantasy XIII.

## Recepción
La película recibió opiniones mixtas por parte de los críticos pero mucho más positivas de la audiencia y los fanáticos. En el portal de Internet Rotten Tomatoes, la película posee una aprobación de 33%, basada en 6 reseñas, con una puntuación de 5.7/10 por parte de la crítica, sin embargo de parte de la audiencia tiene una aprobación de 84% basada en 149 788 votos y con una puntuación de 3.8/5.
En el sitio IMDb los usuarios le han dado una puntuación de 7.4/10, sobre la base de más de 48 000 votos. En la página de anime AnimeNewsNetwork tiene una puntuación aproximada de 8/10 (muy bueno) sobre la base de 5834 votos.
Muchos críticos alabaron la animación y los gráficos 3D, sin embargo criticaron la historia y su narración.